# Карнеги, Джордж, 9-й граф Нортеск
Подполковник Джордж Джон Карнеги, 9-й граф Нортеск (англ.  George John Carnegie, 9th Earl of Northesk; 1 декабря 1843 — 9 сентября 1891) — шотландский дворянин и военный.

## Происхождение
Родился 1 декабря 1843 года. Единственный сын Уильяма Карнеги, 8-го графа Нортеска (1794—1878), и Джорджианы Мэри Эллиот (1843—1933), дочери адмирала сэра Джорджа Августа Эллиота и Херси Сьюзан Сидни Уочоуп.

## Карьера
Лорд Роузхилл, как он тогда назывался, был зачислен в 1-й драгунский полк в 1862 году, но позже в том же году переведен в шотландскую гвардию фузилеров в качестве лейтенанта. Он был произведен в капитаны в 1866 году и в подполковники в 1873 году. Он вышел в отставку в 1874 году.
Заместитель лейтенант графств Форфаршир и Хэмпшир.
Шотландский пэр-представитель в Палате лордов Великобритании с 1885 по 1891 год.

## Личная жизнь
28 февраля 1865 года он женился на Элизабет Джорджине Фрэнсис Эллиот (28 июня 1843 — 2 мая 1933), дочери адмирала сэра Джорджа Эллиота и Херси Сьюзан Сидни Уочоп. У супругов было четверо детей.
- Леди Хелен Элис Карнеги (? — 18 мая 1908), в 1890 году она вышла замуж за адвоката сэра Фрэнсиса Лейси (1859—1946)[2].
- Дэвид Джон Карнеги, 10-й граф Нортеск (1 декабря 1865 — 5 декабря 1921), который в 1894 году женился на Элизабет Бойл Хэллоуз, старшей дочери генерал-майора Джорджа Скена Хэллоуза[2].
- Подполковник Достопочтенный Дуглас Джордж Карнеги (4 января 1870 — 27 февраля 1937, который в 1894 году женился на Маргарет Джин Джонстон-Дуглас, второй дочери Артура Джонстона-Дугласа из Локерби[2].
- Лейтенант Достопочтенный Иэн Людовик Эндрю Карнеги (30 сентября 1881 — 4 января 1909), который в 1905 году женился на Анне Барбаре Аткинсон, младшей дочери полковника Брэдфорда Аткинсона. После его смерти она вышла замуж за капитана Реджинальда Далримпла[2].

Он перестроил своей главный дом — Лонгвуд-хаус в графстве Хэмпшир.
Лорд Нортеск скончался 9 сентября 1891 года в возрасте 47 лет.